# Stapleford (Leicestershire)
Stapleford – wieś w Anglii, w hrabstwie Leicestershire, w dystrykcie Melton. Leży 27 km na północny wschód od miasta Leicester i 147 km na północ od Londynu. W 1931 roku civil parish liczyła 145 mieszkańców. Stapleford jest wspomniana w Domesday Book (1086) jako Stapeford.